# Educação em Nova Friburgo

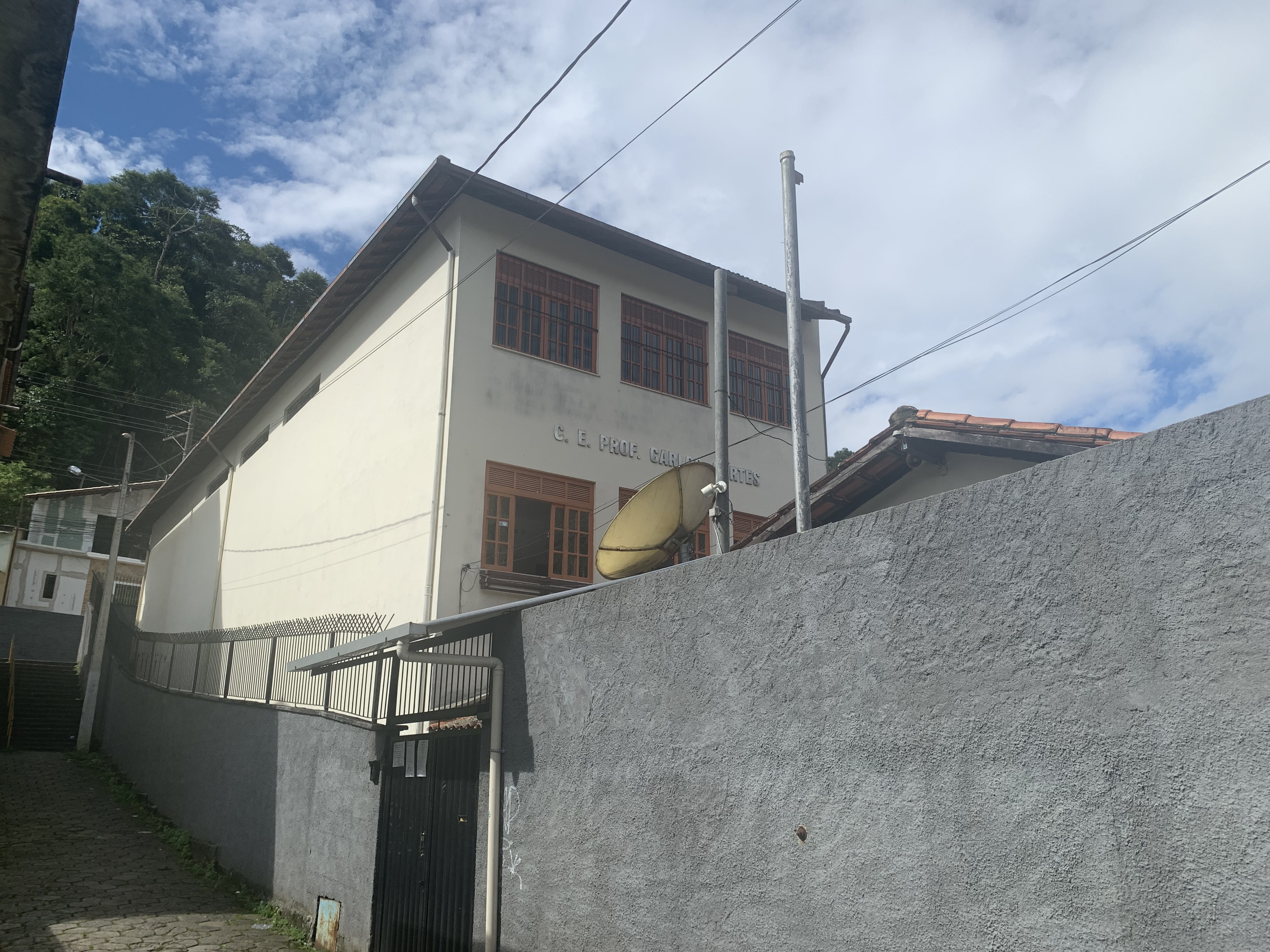
Vista do Colégio Estadual Professor Carlos Cortes, no bairro Catarcione

A educação em Nova Friburgo baseia-se em escolas, colégios, cursos pré-vestibulares, faculdades, universidades e cursos técnicos.

## Escolas e docentes
Nova Friburgo possui 198 escolas: 121 escolas municipais, 1 federais, 26 estaduais, 148 públicas e 50 particulares.
Segundo o IBGE, em 2024, o município contava com 1.419 docentes no ensino fundamental e 692 no ensino médio.

## Alfabetização
De acordo com o censo de 2022 do IBGE, 96,39% da população brasileira é alfabetizada, enquanto 3,61% ainda não é alfabetizada.
Em termos de alfabetização por gênero, 96,19% dos homens são alfabetizados, enquanto 96,56% das mulheres também são alfabetizadas.
Em relação aos indígenas, 95,58% são alfabetizados, enquanto 4,42% não são.